# Amy Hunter (Cricketspielerin)
Amy Hunter (* 11. Oktober 2005 in Belfast, Vereinigtes Königreich) ist eine irische Cricketspielerin, die seit 2021 für die irische Nationalmannschaft spielt.

## Kindheit und Ausbildung
Beim ICC U19 Women’s T20 World Cup 2023 war sie Kapitänin des irischen Teams.

## Aktive Karriere
Ihr Debüt in der Nationalmannschaft gab sie im Mai 2021 in der WTwenty20-Serie gegen Schottland. Im Oktober folgte dann ihr Debüt im WODI-Format in Simbabwe. Im vierten Spiel der Serie gelang am Tag ihres 16. Geburtstages ein Century über 121* Runs aus 127 Bällen. Damit war sie zu diesem Zeitpunkt die jüngste Spielerin der Welt der ein Century im Twenty20-Cricket gelang. Bei der Vergabe von Verträgen des irischen Verbandes im März 2022 erhielt sie einen Vertrag der ihre Schullaufbahn berücksichtigte. Im August gelang ihr ein Fifty über 53* Runs in der WODI-Serie in den Niederlanden.